# Seydouba Cissé
Pour les articles homonymes, voir Cissé.
Seydouba Cissé, né le 10 février 2001 à Dabola, est un footballeur international guinéen qui joue au poste de milieu de terrain au CD Leganés.

## Biographie

### Carrière en club
Né à Dabola en Guinée, Seydouba Cissé est formé par le FC Atouga (Académique Atouga foot), avant de rejoindre le CD Leganés en Espagne, début 2020. Il joue son premier match avec l'équipe première du club le 10 septembre 2021, lors d'un match de Segunda División contre le Sporting de Gijón.

### Carrière en sélection
En juin 2022, Seydouba Cissé est convoqué pour la première fois avec l'équipe senior de Guinée.
Il honore sa première sélection le 5 juin 2022, à l'occasion d'une rencontre de qualifications à la Coupe d'Afrique 2023 contre l'Égypte.
Le 23 décembre 2023, il est retenu dans la liste des vingt-cinq joueurs guinéens sélectionnés par Kaba Diawara pour disputer la Coupe d'Afrique des nations 2023.